# 西田優香
西田 優香（にしだ ゆか、1985年12月27日（39歳） - ）は、鹿児島県 出身の女子柔道家。階級は52 kg級。身長154 cm。得意技は背負投。組み手は左組み。血液型はA型。父親は世界柔道選手権代表経験のある西田孝宏。母も日本体育大学柔道部出身の柔道経験者である。弟の泰悟は2008年の学生体重別90 kg級で優勝している。

## 人物
柔道は5歳の時に始めた。淑徳中学校に入学後、1年の時には早くも全国中学校柔道大会48 kg級で優勝した。2年の時は5位だったが、3年の時には52 kg級に階級を上げて2階級制覇を果たした。淑徳高等学校では全国高等学校柔道選手権大会で2連覇を達成した。
淑徳大学に進学後、2004年の世界ジュニアでは準決勝でロシアのアナ・ハリトノーワから技ありを先取するも、終盤に相手の腕挫十字固で左肘を負傷するが何とか凌いだ。さらに決勝も技ありで勝利して、1976年の世界ジュニア中量級で優勝した父親の西田孝宏に続いて父娘2代で世界ジュニアチャンピオンとなった。しかしながら、準決勝のケガは長い間尾を引くことになったという。このケガの影響で得意の背負投を普段の稽古でもほとんど使わなくなってしまった。だが、2005年の福岡国際で優勝すると、2007年の体重別でも優勝を果たした。続く世界選手権では銅メダルを獲得し、北京オリンピック代表の最有力候補とみなされていたが、2008年の体重別では君島奈津子に内股でまさかの一回戦負けを喫し代表の座を逃した（この階級の代表は、谷亮子との代表争いを避けて前年秋に48 kg級から階級を上げてきたばかりの中村美里）。この時ばかりは柔道をやめたくなり、自宅でヒステリー状態と化したものの、弟の泰悟に諭されて我に返ったという。
2008年の嘉納杯では決勝で北京オリンピック銅メダリストの中村美里を破り優勝した。
2009年に入りグランドスラム・パリは5位タイに終わったがグランドスラム・リオデジャネイロで優勝している。
2010年にはグランドスラム・モスクワで久々の国際大会優勝を果たす。2010年世界選手権では決勝で中村と対戦すると、GSの末に3-0の判定で破り優勝を果たした。続くグランドスラム・東京でも決勝で16歳の山本杏を破って優勝を果たした。
2011年1月にはワールドマスターズに出場するが、決勝で中村に1本負けして2位に終わる。しかし、2月のグランプリ・デュッセルドルフではオール1本勝ちで優勝を果たす。4月にはアブダビで開催されたアジア選手権に出場して、個人戦と団体戦でともに優勝を飾る。8月の世界選手権では、準決勝までの5試合を背負い投げで全て一本勝ちして順調に勝ち上がるも、決勝では中村相手に先に指導1を取りながら、その後攻め返されて指導2を取られて優勢負けを喫して2連覇はならなかった。
2012年1月には ワールドマスターズに出場して、準決勝でアルジェリアのソラヤ・ハダドに小内刈で一本勝ちすると、決勝でも中村にGSに入ってから背負投で一本勝ちを果たして今大会初優勝を飾った。
2月にはグランドスラム・パリに出場して、決勝でモンゴルのムンフバータル・ブンドゥマーから合技で一本勝ちして優勝を果たした。
4月には北朝鮮の安琴愛と対戦するためにあえてアジア柔道選手権大会に出場するが、安が出場しなかったために対戦はならなかったものの、3試合オール一本勝ちで優勝を果たした。
5月の体重別では、決勝で中村にGSに入ってから横四方固で一本負けを喫して、ロンドンオリンピック代表には選出されなかった。
2013年4月の体重別では決勝でコマツの橋本優貴に横四方固で敗れた。その後左肘の手術を行うために戦線離脱した。
約1年ぶりの復帰戦となった2014年4月の体重別では、決勝で中村を有効で破り5年ぶり3度目の優勝を飾った。11月の講道館杯では決勝で帝京大学3年の志々目愛を合技で破って優勝を飾った。1年9ヶ月ぶりの国際大会出場となったグランプリ・青島では、準決勝でルーマニアのアンドレア・キトゥに反則の対象となる倒れこみの腕挫腋固を仕掛けられたことにより反則勝ちとなるが、決勝は負傷により棄権した。12月のグランドスラム・東京では、決勝で橋本に指導1で敗れた。
2015年2月のグランプリ・デュッセルドルフでは3回戦で敗れた。4月の体重別でも準決勝で中村に腕挫十字固で敗れ、5月のアジア選手権では3位に終わった。11月の講道館杯では2年連続3度目の優勝を飾った。続くグランプリ・青島では優勝を飾った。12月のグランドスラム・東京では準決勝で中村に敗れるなどして5位に終わった。
2016年4月の選抜体重別では準決勝で敗れて3位だった。11月には講道館杯の初戦で敗れた直後に現役引退を表明した。その際に、「ぼろぼろになるまでやれた。選手としては最高だった」と語った。今後は後進の指導にあたる。
2017年4月からは日本大学女子柔道部のコーチとなった。12月には一般男性と結婚して上原姓になった。

## 世界ランキング
- 世界ランキングの年度別変遷

|      | 2009年 | 2010年 | 2011年 | 2012年 | 2013年 | 2014年 | 2015年 | 2016年 |
| ---- | ------ | ------ | ------ | ------ | ------ | ------ | ------ | ------ |
| 順位 | 9      | 2      | 1      | 1      | 19     | 31     | 24     | 52     |

(出典、JudoInside.com)

## 戦績
（48 kg級での成績）
- 1998年 - 全国中学校柔道大会　優勝
- 1999年 - 全国中学校柔道大会　5位

（これ以降は全て52 kg級での成績）
- 2000年 - 全国中学校柔道大会　優勝
- 2002年 - 全国高等学校柔道選手権大会　優勝
- 2002年 - 全日本ジュニア　2位
- 2003年 - 全国高等学校柔道選手権大会　優勝
- 2003年 - バルセロナ国際　優勝
- 2003年 - 全日本ジュニア　優勝
- 2003年 - ドイツジュニア国際　優勝
- 2003年 - フランスジュニア国際　優勝
- 2003年 - アジアジュニア　優勝
- 2003年 - 福岡国際　3位
- 2004年 - 全日本ジュニア　優勝
- 2004年 - 世界ジュニア　優勝
- 2005年 - チェコ国際　優勝
- 2005年 - 学生体重別　優勝
- 2005年 - 青島国際　優勝
- 2005年 - 福岡国際　優勝
- 2006年 - ハンガリー国際　優勝
- 2006年 - ドイツ国際　優勝
- 2006年 - ワールドカップ国別団体戦　3位
- 2006年 - 学生体重別　優勝
- 2006年 - 全国女子柔道体重別選手権大会　2位
- 2006年 - 福岡国際　3位
- 2007年 - 選抜体重別　優勝
- 2007年 - 世界選手権　3位
- 2007年 - 世界柔道団体選手権大会　3位
- 2008年 - ハンガリー国際　2位
- 2008年 - ドイツ国際　3位
- 2008年 - 世界柔道団体選手権大会　優勝
- 2008年 - 講道館杯　2位
- 2008年 - 嘉納杯　優勝
- 2009年 - 選抜体重別　優勝
- 2009年 - グランドスラム・リオ　優勝
- 2009年 - 講道館杯　優勝
- 2010年 - ワールドマスターズ　3位
- 2010年 - 選抜体重別　2位
- 2010年 - グランドスラム・モスクワ　優勝
- 2010年 - ワールドカップ・ウランバートル　優勝
- 2010年 - 世界選手権　優勝
- 2010年 - 世界柔道団体選手権大会　3位
- 2010年 - グランドスラム・東京　優勝
- 2011年 - ワールドマスターズ　2位
- 2011年 - グランプリ・デュッセルドルフ　優勝
- 2011年 - アジア柔道選手権大会　個人戦　団体戦　ともに優勝
- 2011年 - グランドスラム・モスクワ　2位
- 2011年 - 世界選手権　2位
- 2011年 - 世界団体　2位
- 2012年 - ワールドマスターズ　優勝
- 2012年 - グランドスラム・パリ　優勝
- 2012年 - アジア柔道選手権大会 優勝
- 2012年 - 選抜体重別　2位
- 2013年 - グランプリ・デュッセルドルフ　7位
- 2013年 - 選抜体重別　2位
- 2014年 - 選抜体重別　優勝
- 2014年 - 講道館杯　優勝
- 2014年 - グランプリ・青島　2位
- 2014年 - グランドスラム・東京　2位
- 2015年 - 選抜体重別　3位
- 2015年 - アジア柔道選手権大会 3位
- 2015年 - 講道館杯　優勝
- 2015年 - グランプリ・青島　優勝
- 2015年 - グランドスラム・東京　5位
- 2016年 - 選抜体重別　3位

（出典、JudoInside.com）